# Королівська академія французької мови і літератури Бельгії

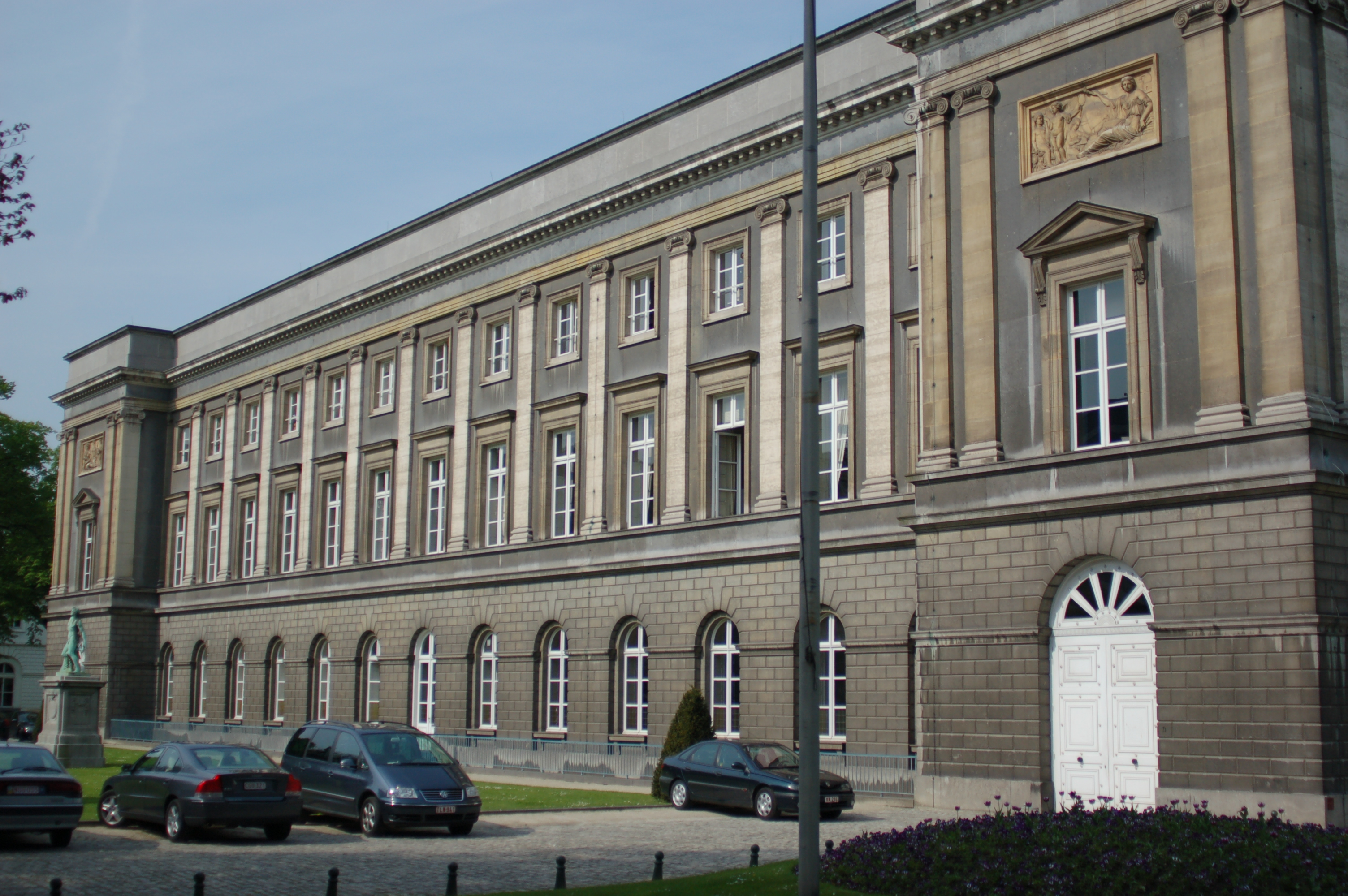
Палац академій у Брюсселі - осідок Королівської академії французької мови і літератури

Королівська академія французької мови і літератури Бельгії (фр. Académie royale de langue et de littérature françaises de Belgique, ARLLFB) — бельгійська наукова інституція, яка займається питаннями поширення й розвитку французької мови і літератури в Бельгії та інших франкомовних країнах і об'єднує франкомовних письменників, літературних критиків та науковців-філологів, які зробили помітний внесок у розвиток або дослідження французької мови чи французької літератури.

## Історія
Академію було засновано в 1920 році Альбертом I на пропозицію міністра науки й мистецтв Жуля Дестре. У Бельгії існує також Королівська академія нідерландської мови і літератури.

## Структура
Академія має 40 членів, що обираються пожиттєво. З них 30 крісел відведено для бельгійських та 10 — для іноземних членів. 26 крісел відведено для письменників і 14 — для філологів.

## Діяльність
Академія має 23 академічні премії за найкращі літературні твори різних жанрів та за різні досягнення в сфері досліджень французької мови й літератури. 
Королівська академія французької мови і літератури Бельгії є закладом, аналогічним до Французької академії. Її не слід плутати з Королівською академією наук Бельгії, що була заснована імператрицею Марією Терезією в 1772 році.

## Місце знаходження
Академія має свій осідок в Брюсселі за адресою Académie royale de langue et de littérature françaises de Belgique Palais des Académies, rue Ducale 1, 1000 Bruxelles, Belgique
Загальний телефон без коду Бельгії: 02 550 22 77.